# Sex Pot
Sex Pot ist eine amerikanische Komödie und ein Stoner-Film des Regisseurs Eric Forsberg. Es erschien sowohl eine reguläre als auch eine 3D-Version des Films, letztere erschien am 22. Juni 2011 in Deutschland auf DVD. Der Film wurde von The Asylum produziert.

## Handlung
Die beiden 17-jährigen Spanky und Mert verbringen ihr Wochenende in der Wohnung von Merts Bruder, da dieser verreist ist. In der Wohnung finden sie jamaikanisches Cannabis und stellen fest, dass dieses die Libido beträchtlich steigert. Mithilfe eines gefährlichen Manövers beobachten sie die beiden bisexuellen Nachbarinnen dabei, wie sie sich ausziehen. Zunächst sind die Frauen verärgert, laden die beiden Jungen dann aber zu einer großen Party in Malibu Beach ein. Die Jungen wittern ihre Chance, dort mit Hilfe ihres Cannabis Frauen abzuschleppen. Auf dem Weg zur Party müssen sie sich mit einigen Problemen auseinandersetzen und freunden sich schließlich mit zwei Prostituierten an, die sie mit zur Party nehmen. Auf der Party kommen sich Spanky und eine der Prostituierten näher, während Mert mit der Ex-Freundin seines Bruders zusammenkommt.

## Kritiken
„Wie so häufig im zeitgenössischen Teenagerfilm ist auch in "Sex Pot" der Weg das Ziel. Und wenn es darum geht, Sechzehnjährige vom Mittzwanzigern darstellen zu lassen und mit nackten Tatsachen nicht lang hinterm Berg zu halten, haben sie die Bedienungsanleitung ebenfalls brav beachtet beim tatsächlich wohl ersten (freiwilligen) komödiantischen Gehversuch der sonst auf Action- und Fantasytrash spezialisierten Low-Budget-Fließbandfilmer von The Asylum. Situationsklamauk an tiefen Einblicken, für die anvisierte Zielgruppe nicht ohne Reiz.“